# Stade Jacques-Gauthier
 (juin 2015).
Pour les articles homonymes, voir Jacques Gauthier (homonymie).
Le stade Jacques Gauthier est un stade extérieur de football canadien de Montréal. Plusieurs autres sports y sont pratiqués dont le football (soccer) et l’athlétisme.  Situé à l’intersection des rues Côte-des-Neiges et Queen Mary, à l’arrière du Collège Notre-Dame, le stade est voisin de l’aréna CND.
Le stade a été inauguré le 8 octobre 2008.
L’équipe maison du stade est celle des Cactus du Collège Notre-Dame. Cette équipe est championne à maintes reprises.

## Histoire
Inauguré en 2008, Le stade Jacques Gauthier est érigé en l’honneur d’un des grands personnages du Collège Notre-Dame. Ayant fait sa marque au collège depuis sa jeunesse, Jacques Gauthier était une idole pour plusieurs québécois.
Anciennement, le terrain synthétique était un terrain en gazon naturel. L’aménagement du nouveau terrain a coûté environ deux millions de dollars. La piste d'athlétisme qui se situe autour du terrain, se nomme Guillaume-Descormiers.
Durant sa carrière d’entraîneur chef, Jacques Gauthier mène plusieurs fois les Cactus vers la victoire du bol d’or. Cette équipe de football juvénile AAA est toujours reconnue comme une excellente équipe de ligue scolaire. Peu après le décès de M. Gauthier, le stade est érigé en son honneur.